# Hiéroglyphe égyptien F29
La peau de bovin percée d'une flèche, en hiéroglyphes égyptiens, est classifiée dans la section F « Parties de mammifères » de la liste de Gardiner ; cet hiéroglyphe y est noté F29.

## Représentation
Il représente une peau de bovin (Bos taurus) tendue et sa queue droite (hiéroglyphe F28) percée d'une flèche (hiéroglyphe T11). Il est translittéré stj ou st.

## Utilisation
| s | t | F29 |

| s | t | F29 |

| F29 | t · D40 |

| F29 | t · D40 |

| F29 | t · D40 |

| F29 | t · D40 |

 (le poisson), allumer (la lumière), mettre (le feu) m à, verser (de l'eau), inspecter (?) (le travail), étinceler (ciel) ».
C'est un phonogramme bilitère de valeur st.

## Exemples de mots
| s | F29 | t · t | B1 |

| s | F29 | t · t | B1 |

| F29 | t · t | Aa2 · Z2 |

| F29 | t · t | Aa2 · Z2 |

| F29 | t · D54 |

| F29 | t · D54 |